# Mezorydazyna
Mezorydazyna – organiczny związek chemiczny, pochodna fenotiazyny. Stosowana jako lek przeciwpsychotyczny, obecnie wycofana z rynku farmaceutycznego z powodu zagrażających życiu działań niepożądanych (wydłużenie odstępu QT). Postać doustna zawierała benzenosulfonian (bezylan) lub metanosulfonian mezorydazyny.

## Mechanizm działania
Profil receptorowy mezorydazyny:

- 5-HT1 (Ki = 500 nM)
- 5-HT2A (Ki = 4,8–11,7 nM)
- 5-HT2C (Ki = 157 nM)
- 5-HT6 (Ki = 380 nM)
- D2 (Ki = 4,3–19 nM)
- D3 (Ki = 2,6 nM)
- D4 (Ki = 9,1 nM)
- α1 (Ki = 2 nM)
- α2 (Ki = 1612 nM)
- H1 (Ki = 10 nM)
- M1 (Ki = 15 nM)
- M2 (Ki = 42 nM)
- M3 (Ki = 90 nM)
- M4 (Ki = 19 nM)
- M5 (Ki = 60 nM)

## Wskazania
Przed wycofaniem leku z rynku mezorydazyna była zarejestrowana przez FDA do leczenia objawów schizofrenii u pacjentów nie reagujących na inne leki przeciwpsychotyczne.

## Preparaty
- Lidanil (Novartis)
- Serentil (Sandoz/Boehringer Ingelheim)